# Dossier digital
El dossier digital és un instrument en suport informàtic de recollida documental diversa amb un objectiu concret determinat pel seu àmbit d'aplicació en forma de col·lecció de treballs, dossier o carpeta dinàmica organitzat al voltant d'un conjunt de normes o metes que permet tant la presentació com l'aprenentatge, l'avaluació o l'anàlisi des de la reflexió preferentment individual. En adaptar-se completament al nou paradigma educatiu és un procediment pedagògic amb molta projecció de futur.
És una agregació d'elements digitals - idees, proves, reflexions, retroaccions etc, que es presenta a una audiència seleccionada amb informació sobre l'aprenentatge o habilitat d'una persona. És un instrument que serveix amb un determinat objectiu en l'exercici de les arts i els oficis. El dossier digital és un medi per a obtenir un fi.
El dossier digital fa una recollida documental que recull una sèrie de documents autèntics que poden incloure text introduït, arxius electrònics, imatges, multimèdia, blogs, entrades, hipervincles, entrevistesw;

## Objectiu
Té un objectiu o finalitat, marcada per l'àmbit d'aplicació, que pot ser divers. Entre els possibles destaquen l'educatiu, i en aquest cas es pot utilitzar com a dossier d'aprenentatge, d'avaluació o autoavaluació; professional, tant per recollir experiència com per a presentar-la o per presentar un curriculum vitae; personal, per presentar interessos personals, recollides de mostres de treball, èxits;...
L'objectiu ve fixat per la selecció de mostres de treballs o evidències de consecució d'objectius personals ordenats i presentats d'una determinada manera.

## Característiques
El fet de ser dinàmic permet fer continus canvis i modificacions al llarg del temps. La clau del dossier digital és la reflexió. Es tracta de considerar allò que s'està treballant, com, per què, i què és el que s'ha descobert o aprés. Amb aquesta reflexió s'il·lustren els esforços, progrés i rendiment. Aquesta reflexió permet demostrar el creixement en el temps. I si és cert que la tecnologia permet fer-ho grupalment, el sentit primer del dossier és que sigui individual.
Un dossier digital pot adoptar diferents formats a Internet (pàgina web, bloc, wiki) o en suport físic (CD-ROM, DVD o memòria USB). Convé destacar també la possibilitat d'interconnexió de diferents dossier en un únic dossier anomenat Netfoli.
El dossier electrònic facilita l'asincronia i, per tant, es fa imprescindible l'ajuda educativa per assolir l'èxit desitjat. Les ajudes provenen del professor, company de classe, la plataforma o altres contactes i fonts i es poden entendre des d'una perspectiva socioconstructivista i fins i tot Stephen Downes.

### Tipus d'ajudes educatives
- Ajudes conceptuals
- Procedimentals i estratègiques: relacionat amb la concepció de dossier i aspectes tecnològics

1. Segons la visualització al dossier:
  1. Contextuals: a la mateixa plataforma
  2. Tutorials: procediment
  3. Guies: com s'elabora
2. Formats: àudio, web, documents imprimibles, vídeo... que han d'aparèixer en el seu conjunt

### Estructura del dossier digital

#### Presentació i índex
Què s'està tractant? Hi ha resultats objectius?
1. Exposició breu dels aspectes personals i acadèmics i professionals que es fa públic i serveix de presentació.
2. L'índex pot ser obert o indicat pel professor. L'objectiu és orientar el desenvolupament del portafolis. Els professors i estudiants identifiquen com s'organitzarà. Serà al voltant dels resultats, objectius, estàndards?
  1. Estudiants: estableixen pàgina inicial com a introducció i creen una pàgina per reflexió personal, un diari on la primera entrada és l'objectiu del portafolis.
  2. Professors: Han de configurar plantilles per a treballar l'estudiant. S'ha d'establir allò que servirà d'evidència amb relació a una o més competències. Diàleg docent-alumne via plataforma en línia. Es potencia la reflexió i l'adequació del producte.

Es necessita una metodologia que faciliti la intervenció en diverses activitats que han de connectar-se amb les evidències que es demanen.
Les activitats no són l'objecte d'avaluació però sí el diàleg d'aprenentatge en referència a les evidències triades.
El pla docent de l'assignatura ha de planificar la naturalesa de les evidències, el tipus, temporització, la relació amb activitat d'aprenentatge prèvies

#### Recollida, selecció, publicació de diferents tipus d'evidències
Comporta el procés d'autoregulació. Quins artefactes s'inclouran en el portafolis? Com es classifiquen?
1. Recollida d'informació: arxiu digital, full de càlcul.[4]
2. Selecció: les fonts d'evidències poden ser les activitats o també a partir d'altre tipus d'evidències. La major flexibilitat i estructuració depèn de les possibilitats de tria de les evidències (activitats d'aprenentatge, experiència professional, vivències personals, treballs d'altres matèries). Barton and Collins (1997)[cal citació] identifiquen quatre tipus d'evidències que es poden incloure:
  1. Artefactes: documents produïts durant el treball acadèmic.
  2. Reproduccions: documents de l'estudiant produïts fora de l'aula.
  3. Certificacions: documents generats sobre el progrés acadèmic.
  4. Produccions: Documents preparats pel dossier que inclouen interpretacions personals sobre els objectius generals, reflexions personals durant el procés de selecció, revisió i classificació de les evidències i títols de cada evidència inclosa descrivint què és, per què és una evidència i de què.

#### Reflexió
És el cor i ànima d'un dossier i comporta reflexió en el temps i/o reflexió en acció.
- Professors: Han de proporcionar recursos.[5]
- Estudiants: Han de realitzar una entrada al diari amb una reflexió sobre l'activitat d'aprenentatge
- Estudiants: Han d'emprar etiquetes com a sistema propi de classificació i afegir artefactes apropiats a través d'hipervincles o arxiu adjunt. Es pot limitar qui pot llegir el lloc Google.

#### Connexió, interacció, diàleg: interacció i retroalimentació
Aquí és on el potencial dels serveis i eines interactives de la Web 2.0 es fa evident. S'han de crear rúbriques amb un llenguatge clar i entenedor que es comenta i pacta amb els alumnes. Un cop comentat i valorat entre els alumnes, poden fer una actualització del treball segons les aportacions fetes abans de la valoració general del portafolis.

#### Valoració general: l'autoavaluació és l'essència del dossier
A partir de les evidències i l'índex que alumne i professor han compartit des de l'inici del procés, s'ha d'avaluar. Els criteris han d'ésser coneguts des del començament.
El professor ha de definir i explicitar des del començament les competències que es volen desenvolupar (Bautista et alt,2006). S'han d'establir objectius d'aprenentatge clars i mesurables. Exemple: Un mapa conceptual demostra la connexió entre els objectius i el resultat.

#### Publicació
L'estudiant decideix quines parts del seu dossier es fan públiques. La valoració sumativa prové d'un conjunt de pàgines que els alumnes creen i que posen en relleu els millors components del dossier amb enllaços a entrades específiques en el bloc. També es pot incloure una presentació amb carta al lector, una pàgina amb les metes d'aprenentatge (reflexió en el temps futur). Segons els objectius es podrà proposar una valoració qualitativa, de procés o final, de les evidències entre iguals.

### Consells útils
És important remarcar que el dossier ha d'ésser obligatori per poder superar la matèria. Els alumnes no el comencen per iniciativa pròpia. Una manera motivadora i de gran ajuda és que el professor creï el seu propi dossier com a model. També és molt important incentivar l'ús de llicències tipus Creative Commons per protegir els continguts creats.
|                                         | ALUMNES | PROFESSORS |
| --------------------------------------- | --- | --- |
| COMPETÈNCIES PER DUR A TERME UN dossier | 1. Recollir evidències de l'aprenentatge. 2. Seleccionar evidència específica que demostra un objectiu o resultat determinat. 3. Reflexió metacognitiva sobre l'aprenentatge que representa l'evidència, creant un artefacte. 4. Fer connexions en el seu aprenentatge. 5. Definir objectius per un aprenentatge futur.              | 1. Modelar totes les competències dels alumnes. 2. Implementar una avaluació basada en l'observació a classe per aconsellar i transmetre als alumnes informació de qualitat sobre el seu procés. 3. Ajudar a la reflexió dels alumnes amb activitats de seguiment i d'investigació. 4. Crear un ambient que faciliti un aprenentatge profund |
| COMPETÈNCIES TECNOLÒGIQUES              | 1. Gestió de fitxers. 2. Ús de la xarxa. 3. Eines comuns per crear els artefactes del portafolis: Full de càlcul, processador de textos, etc. 4. Conversió d'artefactes en format digital: escanejar, gravar, digitalitzar vídeos, etc. 5. Competències digitals específiques per fer servir els programes de gestió del portafolis. | |

Cinc consells per començar
1. Defineix el teu objectiu i el públic dels dossier que vols crear.
2. Desenvolupa un arxiu digital dels teus treballs en format digital de manera que siguin fàcilment accessibles, preferiblement per la web.
3. Selecciona artefactes que t’ajudin a explicar la teva història d'aprenentatge i reflexiona sobre el teu treball.
4. Connecta els artefactes al teu dossier amb hipervincles, afegint artefactes multimèdia o històries digitals sobre el teu aprenentatge.
5. Publica el teu dossier en un format que et sigui fàcil per compartir i comentar.

Curs model professor/a
1. Benvinguda amb imatge:[6]
2. Pàgina de biografia
3. Secció per cursos: Tasques publicades.
  1. Títol i descripció de la tasca/projecte/experiència
  2. Passes per dur-lo a terme. El fet d'incloure imatges ajuda a la reflexió.
  3. La tasca/projecte/experiència
  4. Recursos
  5. Una evidència basada en la reflexió

Veure un exemple(anglès)

## Eines
Un dossier digital es pot desenvolupar amb moltes ferramentes a causa de la gran diversitat de programari disponible. L'objectiu específic que es vol aconseguir o la necessitat a satisfer seran els elements a tindre en compte per seleccionar l'eina o conjunt d'eines més adequades per a la seua implementació.

### Classificació
L'any 2007 Mr. Darren Cambridge va classificar les ferramentes per crear dossier digitals segons siguin: genèriques, comercials, de codi obert, programari propi (local), blocs i wikis socials i eines híbrides.

#### Genèriques
Inclouen programari d'àmbit generalista que sol ser conegut pels estudiants. Té els inconvenients de no estar accessible en línia. Alguns exemples són:
- Processador de textos: LibreOffice Writer
- Editors HTML: Nvu, CompoZer
- Edició gràfica: Gimp, InkScape, LibreOffice Draw
- Edició d'àudio i vídeo: Audacity, iMovie
- Ferramentes d'impressió: Adobe Acrobat

També hi ha solucions en línia de caràcter genèric que ofereixen allotjament gratuït i assistents per crear pàgines web com Webnode, Wix, Weebly i Jimdo.

#### Comercials
Programari propietari que normalment implica cost per a l'usuari. Té l'avantatge d'oferir-se amb suport tècnic i facilitat d'integració amb altres sistemes. Exemples: Digication, Foliotek, Epsilen, LiveText, Taskstream i més orientades al dossier professional Coroflot, Krop i Carbonmade.

#### Codi obert
Programari que ofereix facilitat per desenvolupar e-portafolis personalitzats, àgils actualitzacions i possibles modificacions per satisfer les necessitats dels usuaris. Exemples: Elgg, Mahara, Sakai, Moodle…

#### Programari propi
Aplicacions desenvolupades per programadors que pertanyen a una mateixa institució. Típicament es creen per complaure els requeriments de l'organització. Té com inconvenients els mètodes per assegurar l'escalabilitat, per oferir suport tècnic, incompatibilitat amb altres sistemes o plataformes i falta de suport per la comunitat. Exemples: Diva (Universitat estatal de San Francisco) o Eduportofolio (Universitat de Montreal)

#### Blocs i wikis socials
Els blocs es van crear amb la intenció de comunicar als individus amb interessos pareguts per tal de compartir les seves activitats, idees, etc. Exemples: Blogger, Wordpress, Drupal, MovableType (eina per a crear i gestionar contingut web).
Les wikis són portals web amb la particularitat que hi ha diferents nivells d'accés per als usuaris, permetent-los crear i editar les pàgines que la formen a través d'un navegador web. Exemples: Wikispaces, MediaWiki, Confluence (Confluence és un software de col·laboració on es poden compartir, crear i actuar sobre la informació).
Google Apps ofereix una completa xarxa social de treball i eines com Google Sites per dissenyar, crear i allotjar dossier digitals. A més, hi ha complements orientats a educació.

#### Eines híbrides
Un dossier digital es considera híbrid quan utilitza més d'una aplicació per crear una plataforma personalitzada. Exemple: utilitzar un bloc social com Blogger per vincular-lo al gestor de continguts en ús.

### Interoperabilitat[8]
La compatibilitat entre sistemes és també un factor a tindre en compte a l'hora de seleccionar l'eina més apropiada. Per exemple, Moodle pot exportar elements com xats, entrades del fòrum o activitats que poden ser directament importades en Mahara. En el projecte 2012 Exploring edossiero Technologies Webinar desenvolupat per professors de la Universitat Estatal de California, es va fer una comparativa entre dotze eines especialitzades a crear dossier digitals.

## Estratègies
En l'àmbit educatiu quan es desenvolupa un dossier digital es pot fer en tres fases segons l'experiència de cadascun:

### Fase 1: Col·lecció
Considerar el dossier com a col·lecció d'artefactes (des del punt de vista dels objectes d'aprenentatge (OA)) a emmagatzemar. Una forma d'iniciar-se per fer'ne un, és emprar eines fàcils d'utilitzar i ben integrades com poden ser Docs, Sites, Drive, Youtube i Picassa. Es podrien gastar entorn una àrea del currículum.

### Fase 2: Procés
Descriure el dossier com un lloc de treball on documentar un procés de reflexió. Es tracta d'organitzar la informació cronològicament, reflexionant sobre les respostes aportades per realitzar activitats o resoldre problemes i, si és el cas, la tecnologia o el programari que ha estat implicat. Els artefactes poden pertànyer a més d'una àrea del currículum, per tant, seria idoni integrar diverses eines com una bitàcola (Blogger o Wordpress) on cada entrada enllaça els documents que representen les tasques resoltes i emmagatzemades en discs virtuals com Box.net, Drive o Dropbox. A més, per mantindre informada a la comunitat de la qual es forma part, es pot publicar cada actualització a través de les xarxes socials i la sindicació de continguts.

### Fase 3: Producte
Caracteritzar el dossier com un aparador o producte. Representa que s'ha arribat a la fi d'un termini, per exemple una avaluació, un curs o una etapa. La informació haurà d'estar organitzada per temàtica, per exemple sobre una wiki, on es fa una reflexió del que s'ha aconseguit aprendre, dels resultats obtinguts, realitzar una anàlisi DAFO, és a dir, analitzar els punts forts i febles, la línia a seguir per al futur i els objectius o metes que es volen assolir. En aquest cas pot haver més d'un dossier per la qual cosa podria ser convenient emprar eines específiques per dissenyar, desenvolupar i publicar dossier digitals com Mahara o Edudossiero.
Sonia Guilana al seu estudi planteja el procés d'elaboració del portafolis, aquest el divideix en 4 fases. Aquestes són tal com ella les explica:
1. Col·leccionar, recollir les evidències del procés d'aprenentatge: activitats, tasques, projectes, fotos, vídeos, escrits, podcasts entre d'altres a mesura que es van elaborant. 
2. Seleccionar, escollir les evidències que millor exemplifiquen les competències, objectius que volem mostrar, segons els criteris d'avaluació o d'èxit pertinents.
3. Reflexionar, analitzar les evidències en funció dels objectius que es persegueixen i els criteris d'èxit, valorar el procés d'aprenentatge i establir nous objectius de millora si s'escau.
4. Presentar/Connectar, compartir el dossier amb una audiència determinada o públicament, per a mostrar aprenentatges/competències, contrastar experiències amb altres companys, obtenir retroacció per a la millora, crear una comunitat d'interessos afins i connectar els diversos aspectes de la vida: personal, aprenentatge, treball i comunitat.